# Castello di Peleș
Il Castello di Peleș (in romeno Castelul Peleș, pronuncia [kasˈtelul ˈpeleʃ]) è un edificio costruito in stile neorinascimentale tedesco vicino a Sinaia, nel distretto di Prahova, in Romania.
Sorge su un'altura nei Carpazi e venne eretto come residenza reale tra il 1873 e il 1914 lungo un esistente percorso medievale che collega la Transilvania alla Valacchia.

La sua inaugurazione avvenne nel 1883.

## Storia

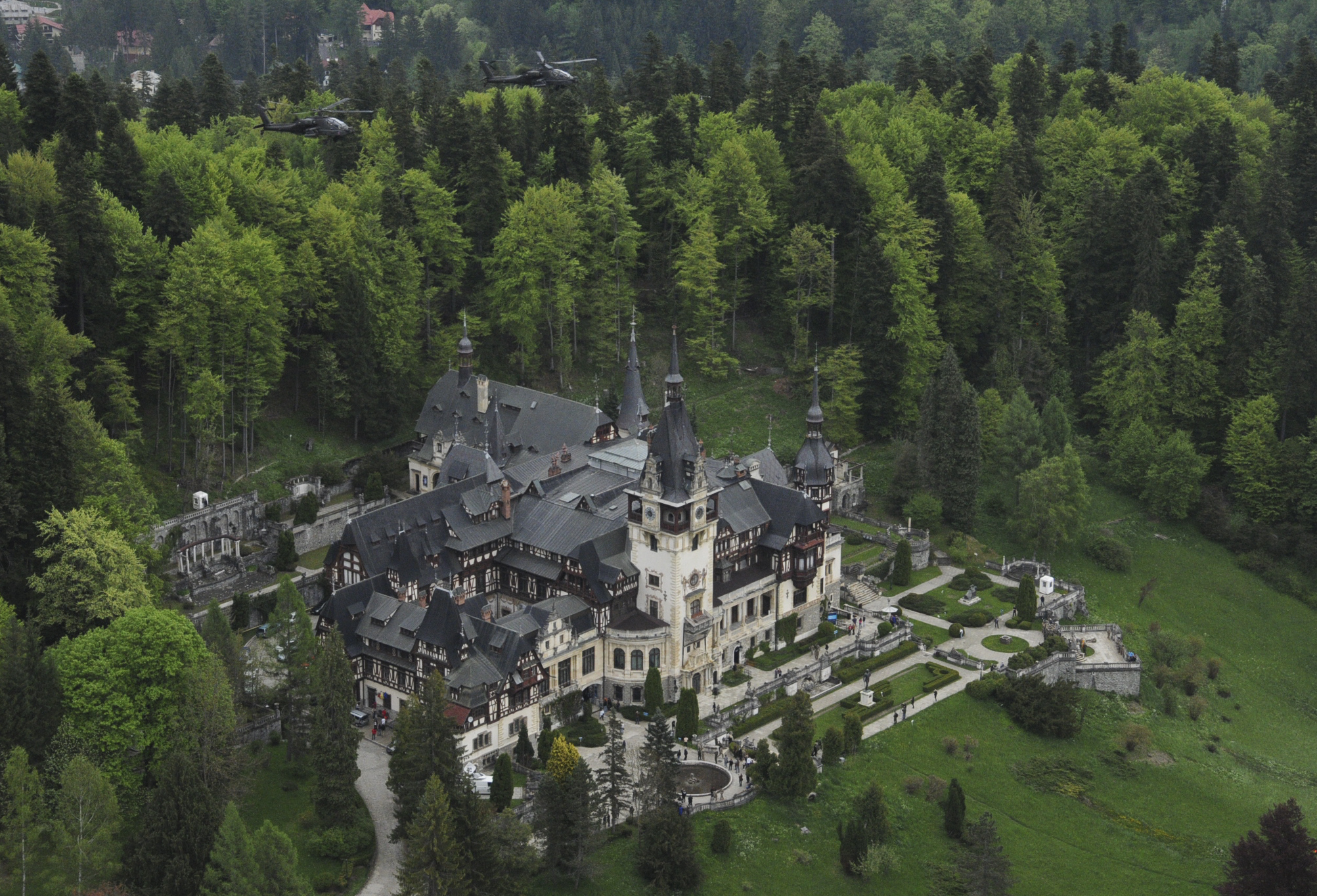
Veduta area della tenuta.

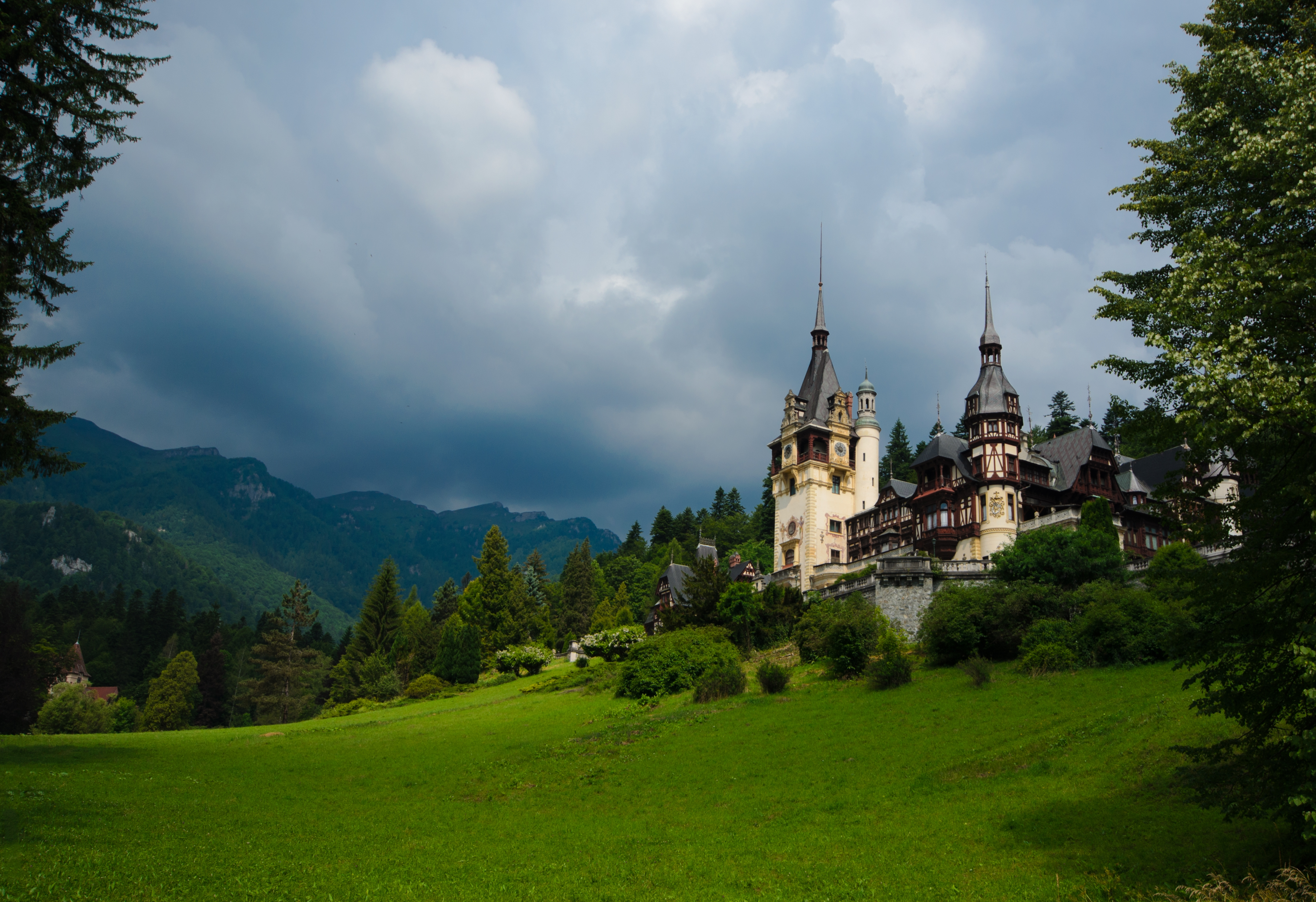
Il sito fra i Carpazi.

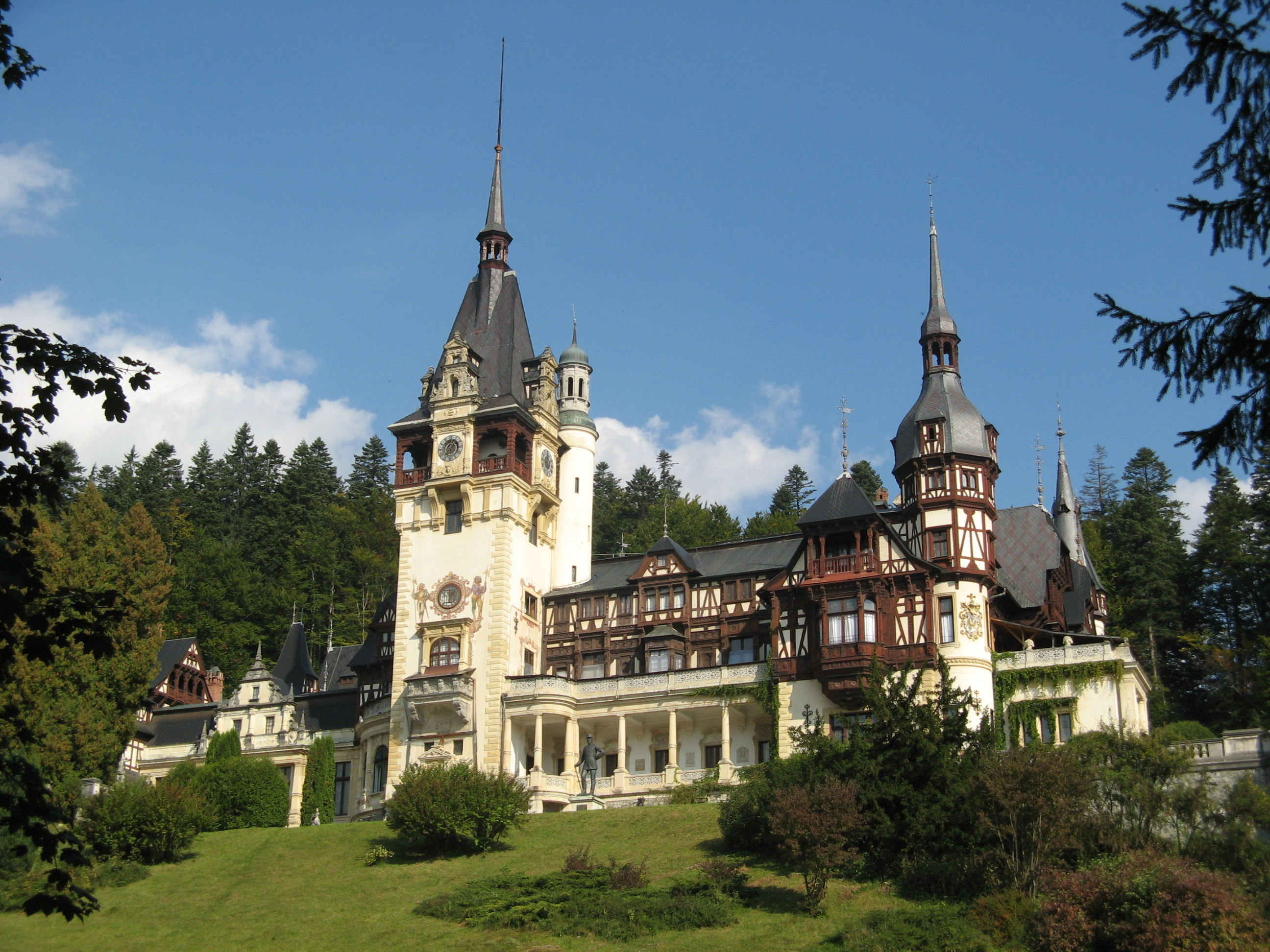

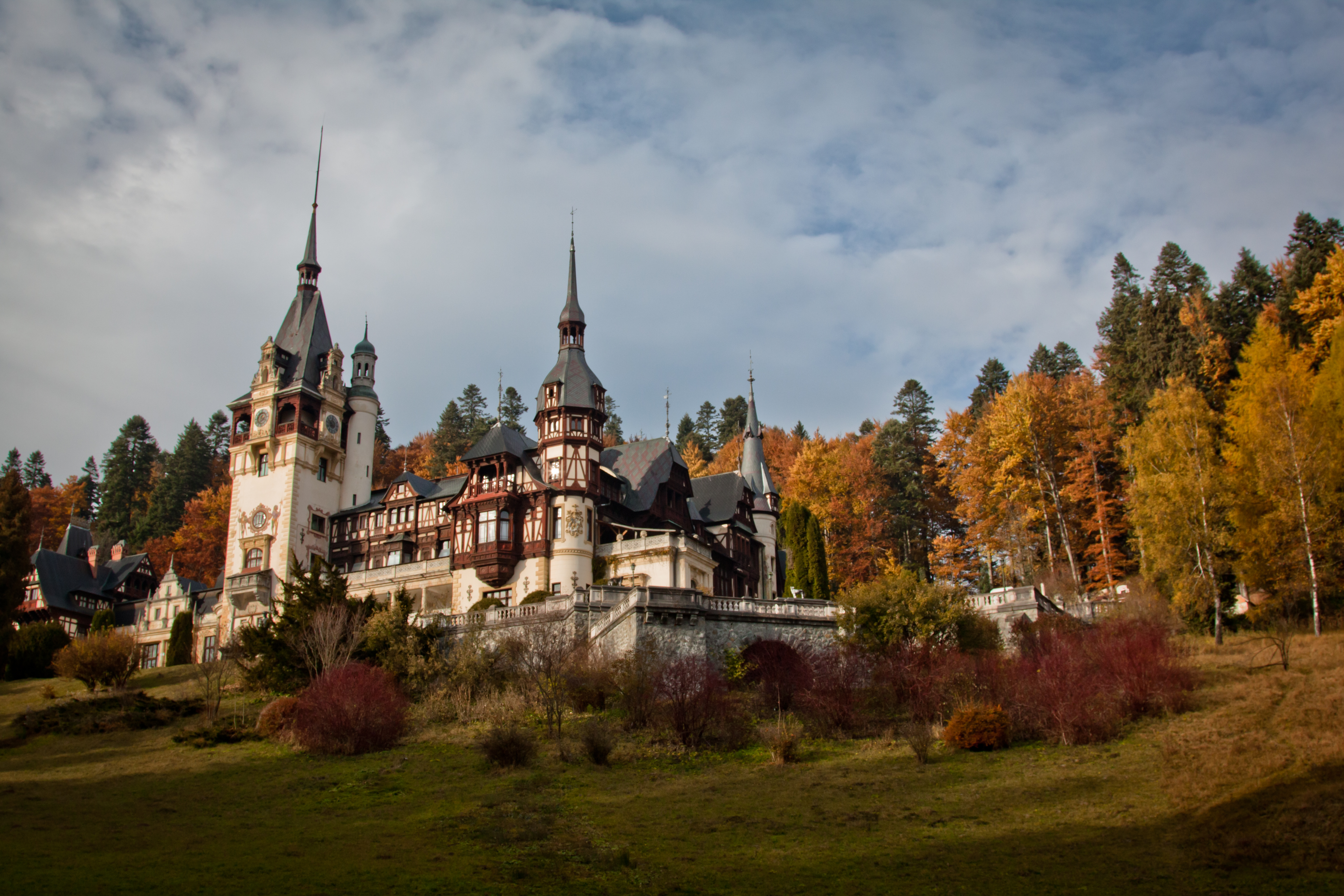

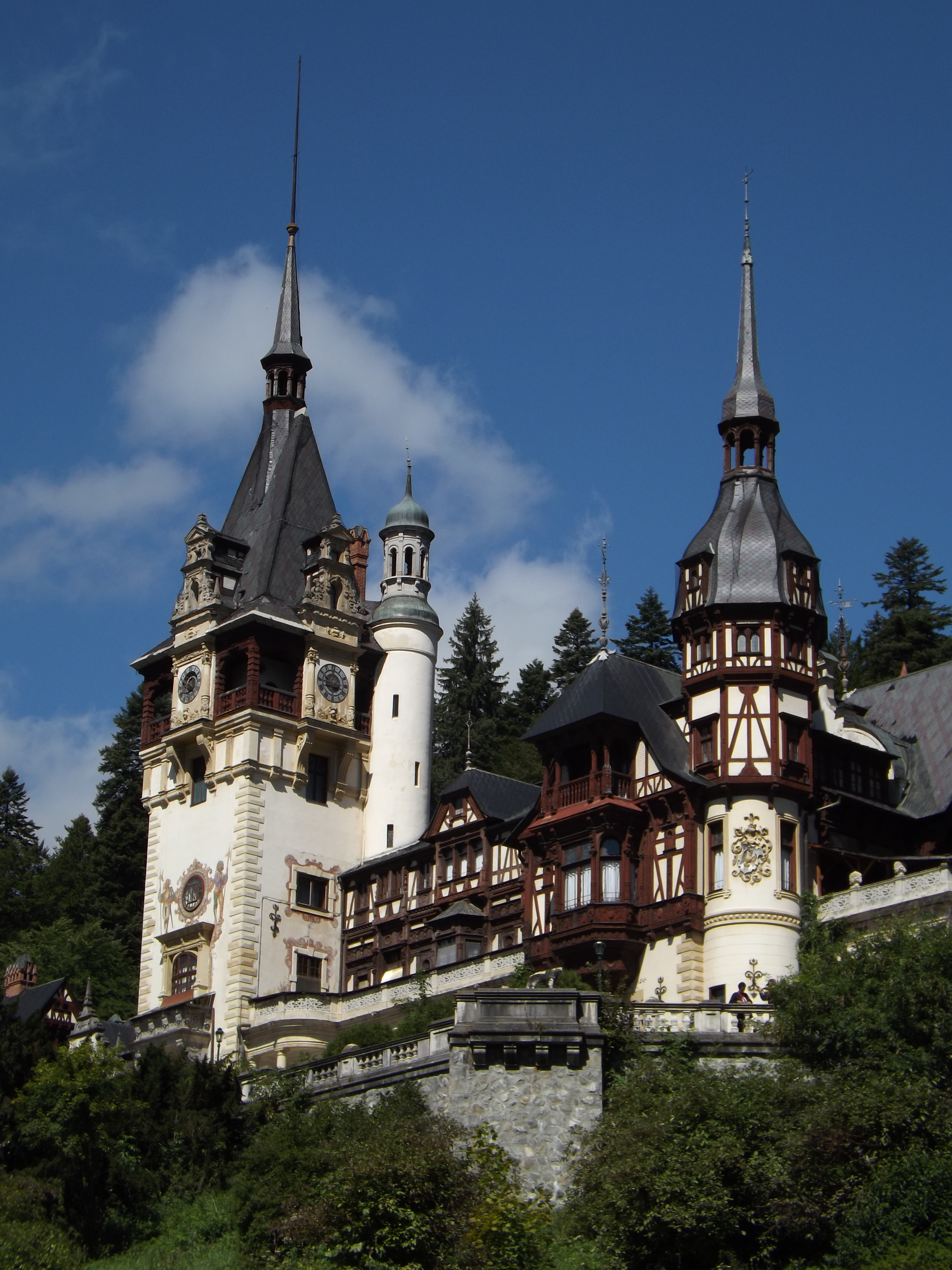
Particolare con la Torre dell'Orologio di 66 metri.

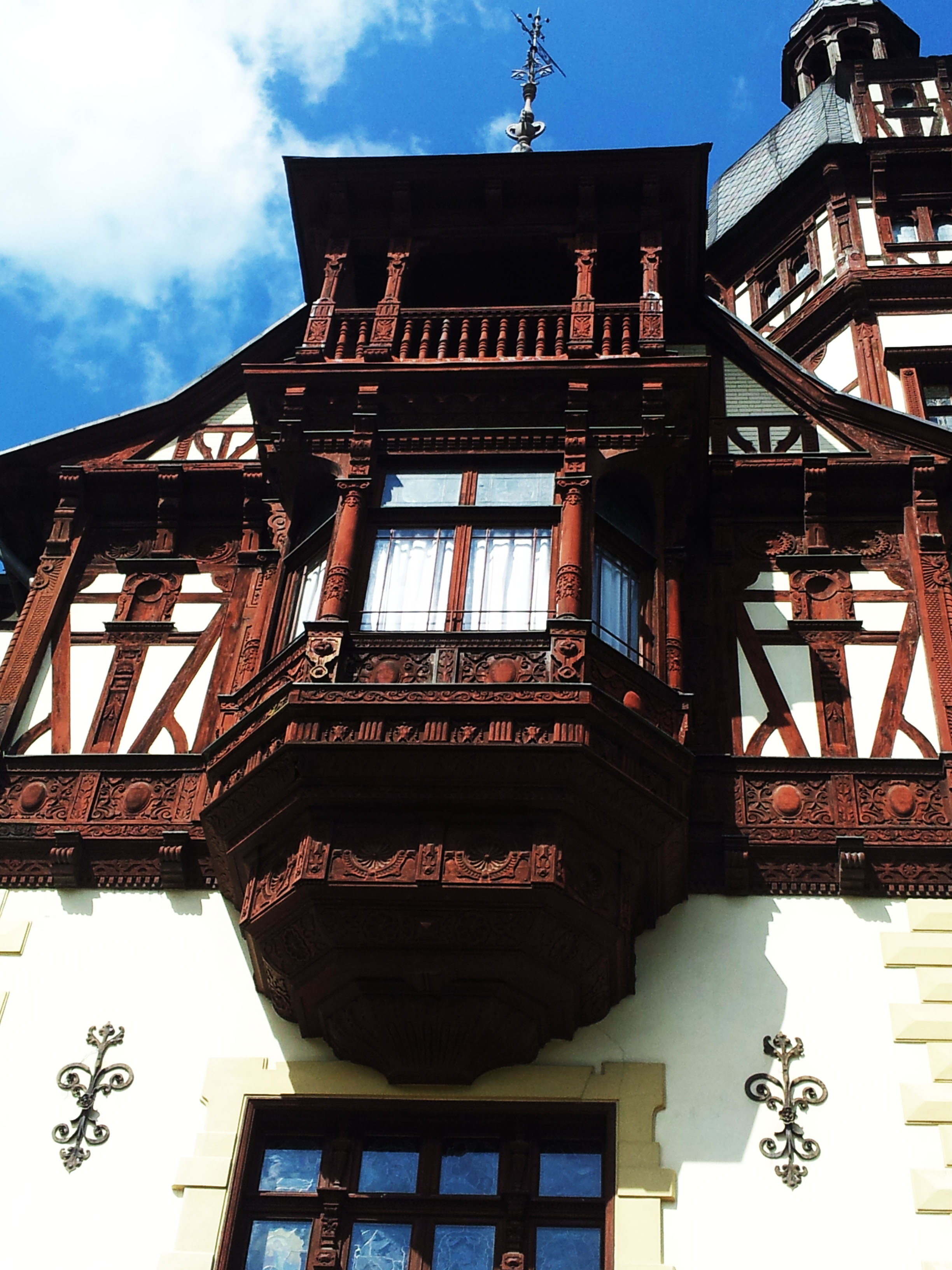
Dettaglio della facciata.

Re Carlo I di Romania (1839-1914), sotto il cui regno il paese ottenne l'indipendenza, visitò il sito dove ora sorge il castello nel 1866, e si innamorò anche del magnifico scenario di montagna. Nel 1872, la corona acquistò 1 300 chilometri quadrati (500 miglia quadrati) di terreno nei pressi del fiume Arsa Piatra. Il possedimento venne nominato Tenuta reale di Sinaia.
Nella tenuta venne commissionata, da parte della monarchia, la costruzione di una riserva reale di caccia e di una residenza estiva, gettando, il 22 agosto 1873, le prime fondamenta anche per il castello di Peleș. Contemporaneamente, adiacenti al castello vennero costruiti diversi edifici ausiliari: la Sala delle guardie, il Palazzo Economat, il Casino di caccia Foișorul, le scuderie reali, e una centrale elettrica. Il castello di Peleș divenne il primo castello al mondo completamente alimentato da energia elettrica prodotta localmente.
I primi tre piani del progetto del castello, erano copie di altri palazzi già presenti in Europa occidentale: il re Carlo I li respinse tutti come privi di originalità, e troppo costosi. L'architetto tedesco Johannes Schultz (1876-1883) vinse il progetto, presentando un piano più originale, qualcosa che fece appello al gusto del Re: una grande villa sontuosa nello stile alpino, in grado di unire diverse caratteristiche dei classici stili europei, per lo più seguendo l'eleganza italiana e l'estetica bavarese lungo le linee del Rinascimento. I lavori vennero portati avanti anche dall'architetto Carol Benesch. Tra il 1893 e il 1914 vennero eseguite ulteriori aggiunte, dall'architetto ceco Karel Liman, che ha progettato le torri, tra cui quella centrale, alta 66 metri. La Villa Sipot, che fungeva da quartier generale, venne costruita in seguito. Liman dovette costruire anche l'edificio del vicino castello di Pelișor (1889-1903), la futura residenza del re Ferdinando I di Romania e la regina Maria di Sassonia-Coburgo-Gotha.
Il costo dei lavori del castello tra il 1875 e il 1914 è stato stimato in 16 milioni di Leu rumeni in oro (circa 120 milioni di dollari di oggi). Lavorarono alla sua costruzione tra i tre e quattrocento uomini. Elisabetta di Wied, consorte del re Carlo I di Romania, durante la fase di costruzione, scrisse nel suo diario:
La costruzione del castello subì un leggero rallentamento durante la guerra rumena di indipendenza contro l'Impero ottomano avvenuta tra il 1877 ed il 1878. Il castello di Peleș festeggiò la sua inaugurazione con un ballo ufficiale reale, il 7 ottobre 1883. Re Carlo I di Romania e la regina Elisabetta di Wied, vissero nella villa di Foișor in fase di costruzione, come fece re Ferdinando I di Romania e la regina Maria di Sassonia-Coburgo-Gotha, durante la costruzione del castello di Pelișor. Nel castello nacque, nel 1893 Carlo II di Romania, dando un senso al castello quale "culla della dinastia", (culla della nazione), frase che Carlo I di Romania conferì al castello di Peleș. Durante gli anni del suo regno, Carlo II visse nella Villa di Foisor.
Dopo l'abdicazione forzata del re Michele I di Romania nel 1947, il regime comunista sequestrò tutti i beni reali, tra cui la tenuta di Peleș. Il castello venne trasformato, per un breve periodo, in attrazione turistica. Fu anche luogo di riposo e di svago per personalità culturali rumene. Il castello nel 1953 venne trasformato in un museo. Nicolae Ceaușescu, tra il 1975 ed il 1990 chiuse l'intera tenuta, durante gli ultimi anni del regime comunista; l'area venne infatti dichiarata "area cerimoniale di interesse" e le uniche persone ammesse nella proprietà erano operai addetti alla manutenzione e personale militare.
A Ceaușescu non piaceva molto il castello, infatti le sue visite erano rare; nel 1980, una parte del legname con il quale erano costruiti alcuni infissi, era infestato dalla lacrymans Serpula. Dopo la Rivoluzione rumena del 1989 i castelli di Peleș e Foișor sono stati riconsiderati quale patrimonio della nazione ed aperti al pubblico. In questi anni il castello di Foișor funge da residenza presidenziale; il palazzo Economat ed il palazzo Chambers della Guardia sono stati invece trasformati in alberghi e ristoranti. Alcuni degli altri edifici della  Tenuta di Peleș sono stati trasformati in ville turistiche, mentre alcuni di essi sono considerate quali "costruzioni protocollo di Stato"; nel 2006, il governo rumeno ha annunciato la restituzione del castello all'ex monarca Michele I; i negoziati tra l'ex re ed il governo rumeno iniziarono presto, ma non si sono ancora conclusi. Il castello viene attualmente affittato dalla famiglia reale allo Stato romeno; il castello di Peleș riceve tra un quarto e quasi mezzo milione di visitatori ogni anno.
Nel corso della sua storia, ha ospitato alcuni personaggi importanti: reali, politici ed artisti. Una delle visite più memorabili fu quella dell'imperatore Francesco Giuseppe I d'Austria il 2 ottobre 1896, che in seguito scrisse in una lettera:
Artisti come George Enescu, Sarah Bernhardt, Jacques Thibaud e Vasile Alecsandri lo hanno visitato spesso come ospiti della regina Elisabetta di Romania (lei stessa con lo pseudonimo della scrittrice Carmen Sylva). In tempi più recenti, molti dignitari stranieri, come Richard Nixon, Gerald Ford, Muʿammar Gheddafi, e Yasser Arafat sono stati accolti all'interno del castello.
Il castello è stato descritto nel film del 2008 The Brothers Bloom. L'esterno del castello è utilizzato per rappresentare una vasta tenuta nel New Jersey, la casa di un'eccentrica miliardaria interpretata da Rachel Weisz.

## Descrizione

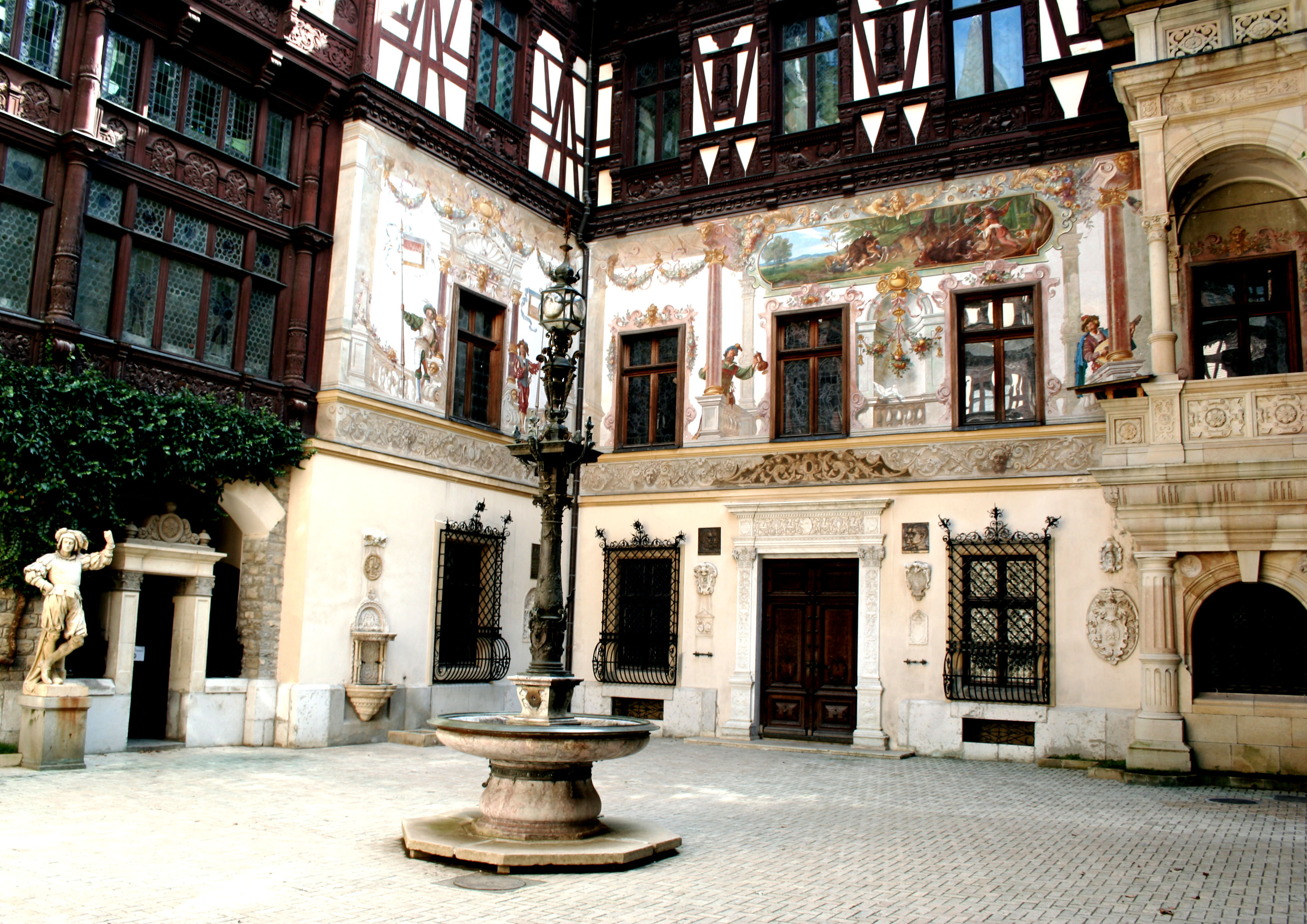
Il Cortile d'onore.

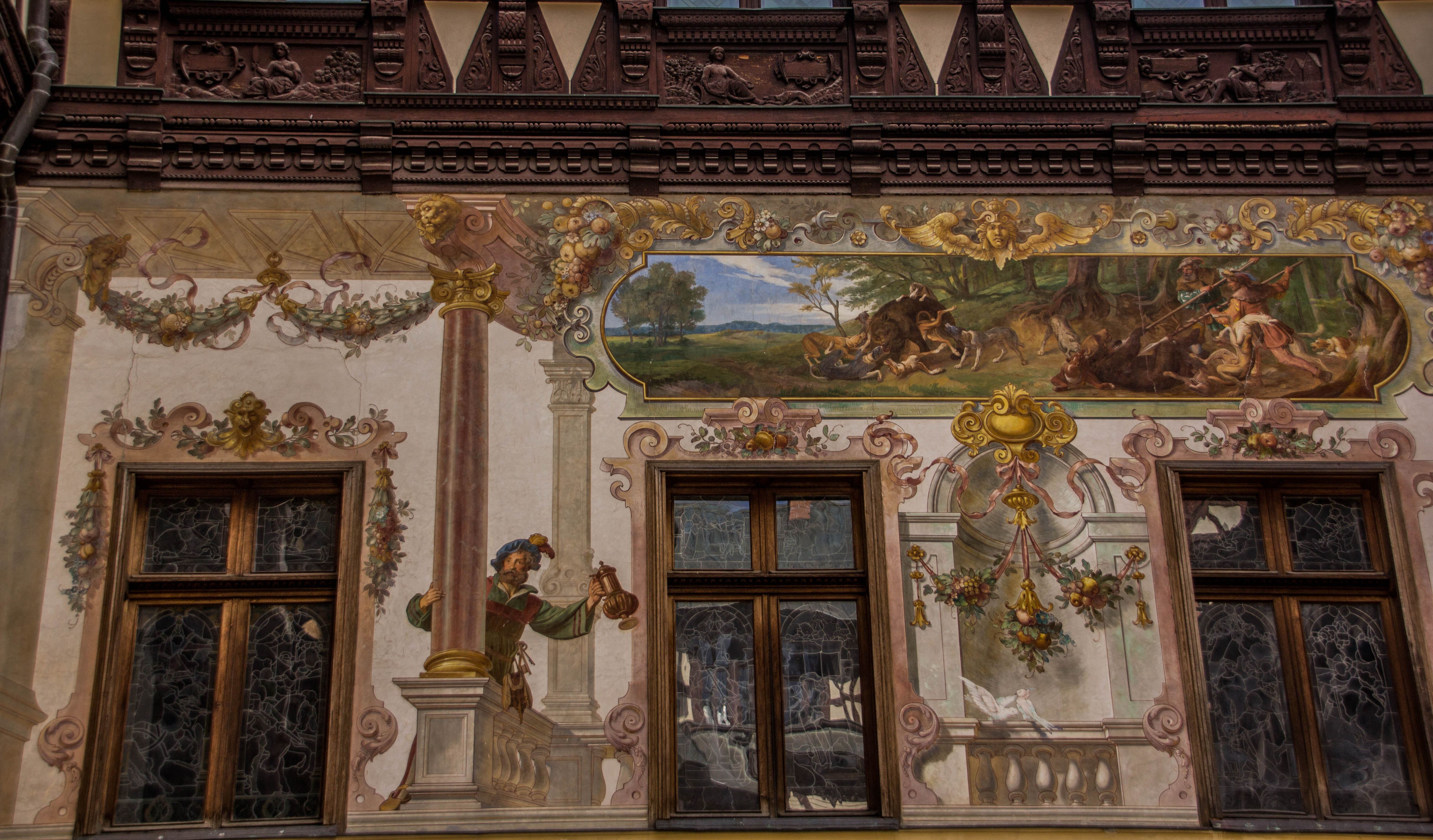
Gli affreschi del cortile.

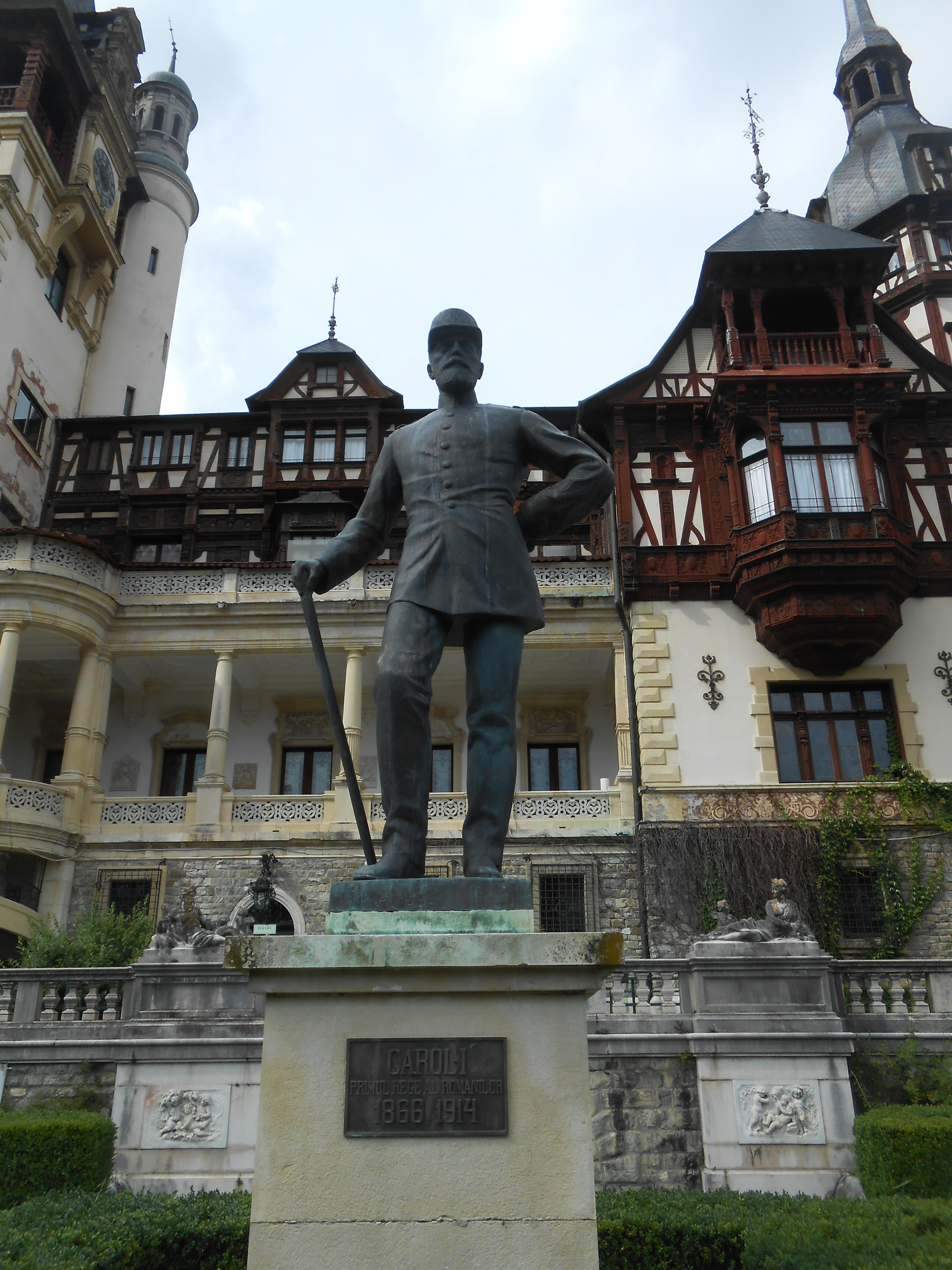
Monumento a Carlo I di Romania

Lo stile architettonico del castello è una miscela di ispirazione romantica neorinascimentale e neogotico simile al castello di Neuschwanstein in Baviera. L'influenza sassone è presente nelle facciate del cortile interno, dotate di un allegorico murales e dipinti a mano, ornato Fachwerk simile allo stile dell'architettura alpina. Le decorazioni degli interni sono di diversi stili, e si ispirano a innumerevoli luoghi tedeschi ed europei. Dominano i legni intagliati e tessuti raffinati. Il castello di Peleș ha una superficie di 3 200 metri quadrati, è dotato di oltre 160 camere, molte ornate con temi esclusivi provenienti da tutte le culture del pianeta. I temi variano a seconda della funzione (uffici, biblioteche, armerie, gallerie d'arte) o per stile (fiorentino, turco, arabo, francese, Imperiale). Tutte le camere sono estremamente e lussuosamente arredate e decorate nei minimi dettagli. Vi sono 30 bagni.
La struttura ospita una delle più belle collezioni d'arte orientale e centrale: statue, dipinti, mobili, armi e armature, oro, argento, vetro colorato, avorio, porcellana, arazzi e tappeti. La collezione di armi e armature annovera oltre 4 000 pezzi, divisi tra Europa orientale e pezzi di guerre occidentali cerimoniali o da caccia e si estende su quattro secoli di storia. I tappeti orientali provengono da molte località diverse: Bukhara, Mosul, Isparta, Saruk, e Smirna. La porcellana proviene da Sèvres e Meissen, la pelle è di Córdoba. Forse l'arte più affascinante del castello è rappresentata dai dipinti a mano delle vetrate.
Una statua torreggiante del re Carlo I, che si affaccia l'ingresso principale, è dello scultore italiano Raffaello Romanelli che realizzò anche sette terrazze del giardino neo-rinascimentale, per lo più di marmo di Carrara. I giardini ospitano anche fontane, urne, scale, leoni a guardia, percorsi di marmo, e altri elementi decorativi.

## Museo

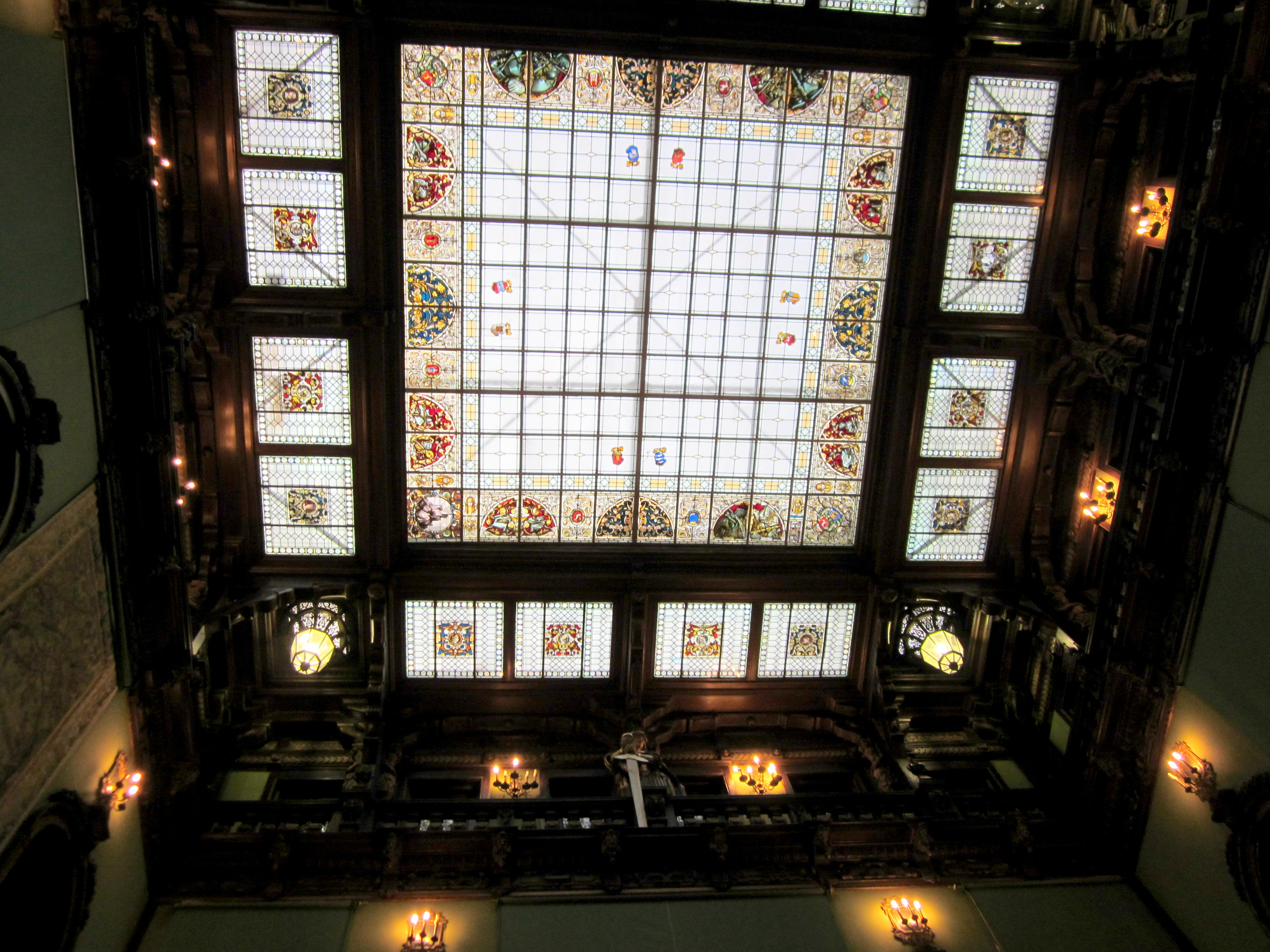
Il soffitto del Salone d'onore.

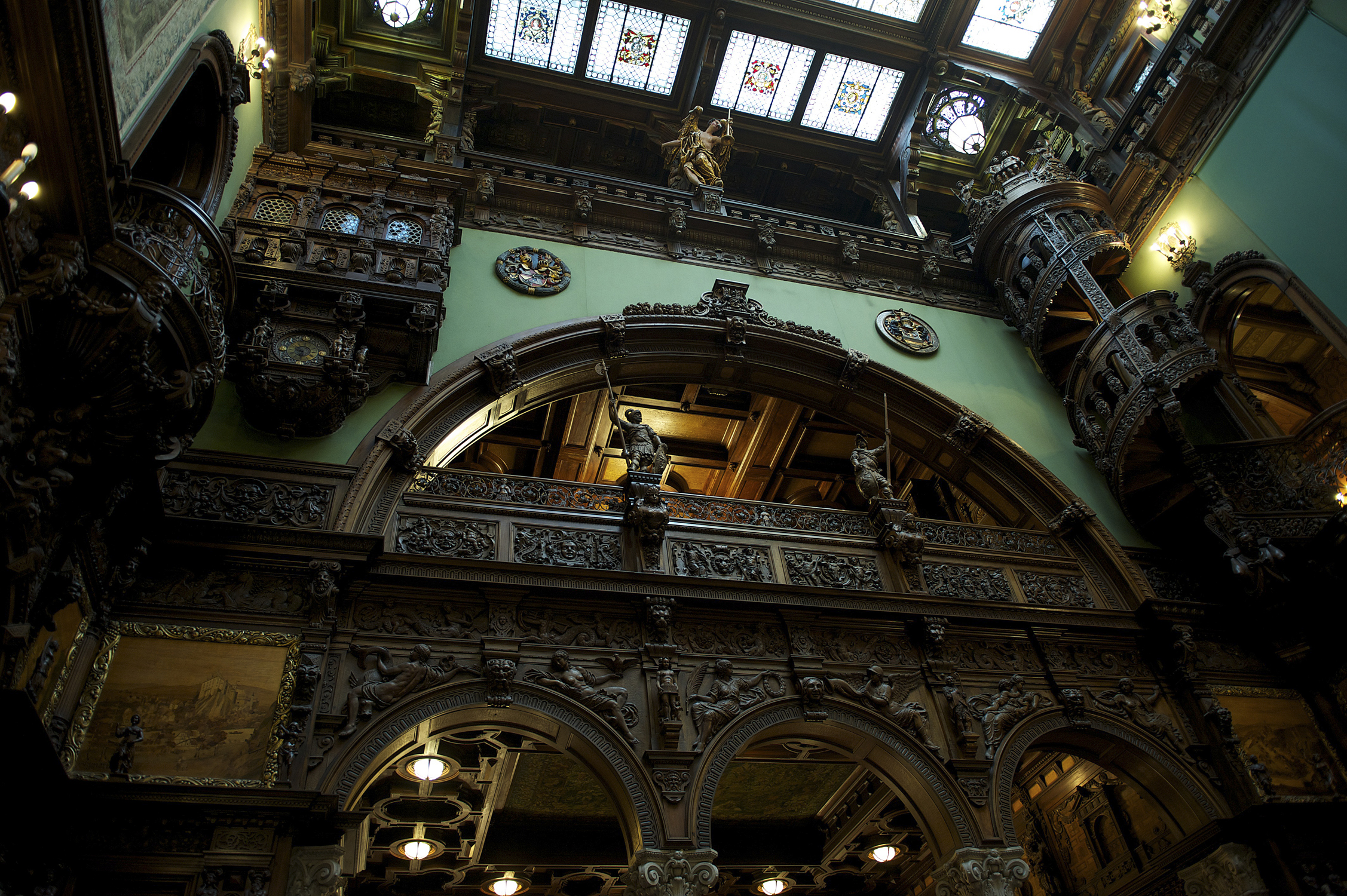
Il Salone d'onore.

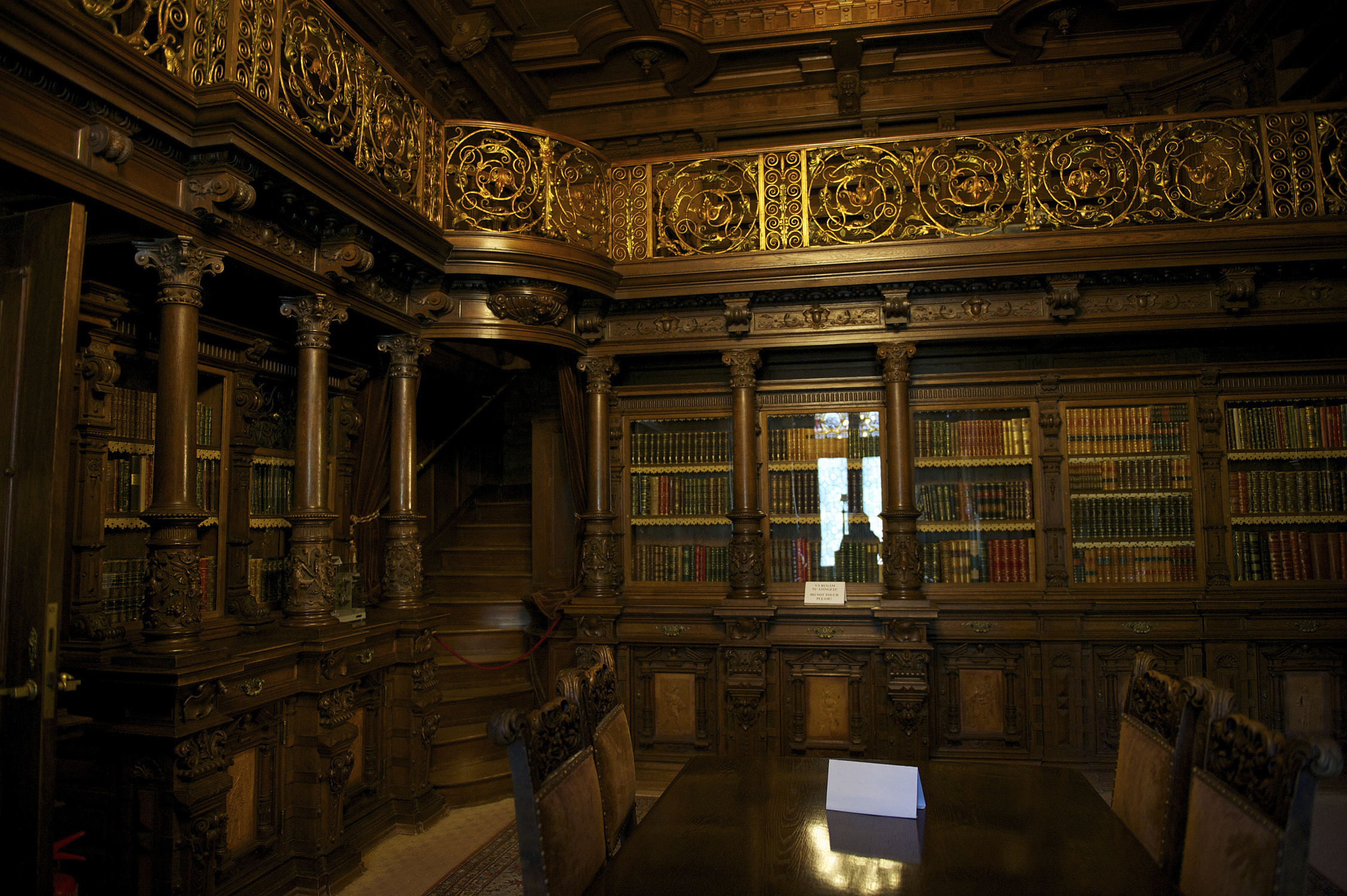
La Biblioteca.

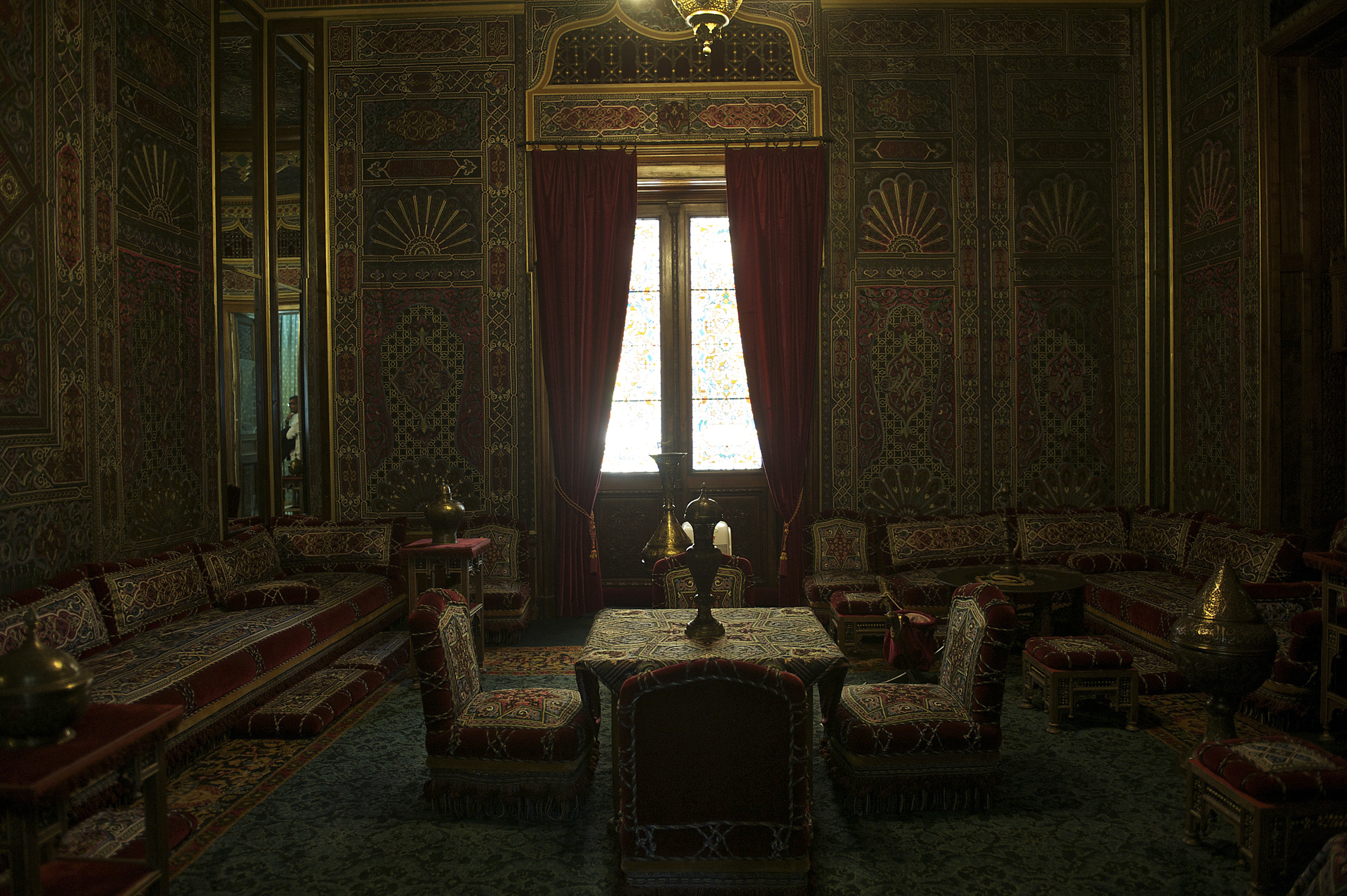
Il Salone turco.

Le visite vengono effettuate solo con visita guidata. Uno dei tour è limitato al piano terra, un altro aggiunge il primo piano e il tour completo comprende il secondo piano. L'affluenza è alta. Gli orari di visita sono 9:00-05:00, da mercoledì a domenica, mentre il martedì è aperto tra le 11:00 e le 17:00. Il castello è chiuso il lunedì. Queste ore di visita sono soggette a modifiche da parte del Ministero della Cultura. Il castello è chiuso nel mese di novembre di ogni anno per la manutenzione e la pulizia.

### Le stanze principali
- La Holul de Onoare (il Salone d'onore) realizzata nel 1911 da Karel Liman su ispirazione della Fredenhagen-Zimmer nella Casa dei Mercanti di Lubecca e al salone del Municipio di Brema[1]. Si estende su tre piani. Le pareti sono rivestite in legno finemente intagliato dal viennese Bernard Ludwig, per lo più in noce europeo e legni esotici. Bassorilievi, arazzi d'Aubusson, sculture in alabastro e pannelli a scomparsa vetrate completano l'arredo. Il soffitto con pannelli di vetro è mobile, azionata da un motore elettrico.
- L'Apartamentul Imperiale (la Suite imperiale) si crede sia stata arredata in omaggio all'imperatore d'Austria Francesco Giuseppe I, che ha visitato il palazzo come un amico della famiglia reale rumena. Quindi il decoratore Auguste Bembe, ha preferito il sontuoso barocco austriaco nello stile di Maria Teresa d'Austria.
- La Sala Mare De Arme (la Grande armeria) dove sono ospitati dai 1 600 di 4 000 pezzi di armi e armature. Sono in mostra una delle più belle collezioni d'Europa di attrezzi di caccia e di guerra, datati tra il XIV secolo e il XIX. Il re ha aggiunto dei pezzi utilizzati nella sua vittoria contro i turchi ottomani durante la Guerra d'Indipendenza. In esposizione anche una vasta gamma di armi in asta (gladi, alabarde, lance, lance da caccia), armi da fuoco (fucili, tromboni, pistole), asce, balestre e spade (spade, sciabole, spadoni, e molti altri).
- Nella Sala Mica De Arme (La Piccola armeria) sono esposte sia armi prevalentemente orientali (per lo più indo-persiano, ottomane e arabe) che pezzi di armatura, molti dei quali in oro e argento, e con intarsi di pietre preziose. Sono inclusi: elmi, scimitarre, yataghans, pugnali, micce, lance, pistole, scudi, asce e lance.
- La Bibliotecă (Biblioteca), realizzata in stile rinascimentale tedesco, è rivestita interamente in noce.
- La Sala de Consilii (Sala del Consiglio), sullo stile della sala comunale di Lucerna, reca vetrate inglesi del XVI-XVII secolo provenienti dal castello di Toddington.
- La Sufrageria (Sala da pranzo), realizzata nello stile bretone del XVII secolo, è rivestita in legno e mostra preziosi pezzi di argenteria.
- La Sala De Teatru (Teatrino), è decorata in stile Luigi XVI, ha 60 posti a sedere ed è dotata anche di un palco reale. Le decorazioni architettoniche e le pitture murali sono firmate da Gustav Klimt e Matsch Frantz.
- La Sala Florentina (La Sala fiorentina) combina elementi del Rinascimento toscano. Più impressionanti sono le porte di bronzo solido eseguiti a Roma, all'atelier di Luigi Magni, e il grande camino in marmo eseguito da Paunazio con motivi Michelangioleschi. Accoglie mobili antichi italiani.
- Il Salonul Maur (Il Salone moresco) è stato arredato sotto la guida di Charles de Nouy Lecompte, ed è progetto per incarnare elementi nord-africani e ispanici in stile moresco. Il salone, rivestito in cuoi di Cordova, ospita mobili intarsiati in madreperla, tappeti ottomani, mentre le armi e le armature orientali sono forse gli oggetti più espressivi. Il salone possiede una fontana interna, in marmo.
- Il Salonul Turcesc (Il Salone turco) emula un ambiente ottomano e fu allestito trasportandovi il "Padiglione rumeno" fatto per l'Esposizione universale di Parigi del 1868[1]. È circondato da tappeti turchi e oggetti in rame provenienti dall'Anatolia e dalla Persia. Venne utilizzato come sala fumatori per gentiluomini. Le pareti sono ricoperte da tessuti broccati in seta fatti a mano dai negozi Siegert di Vienna.

È notevole il fatto che, a differenza di altre famiglie reali, i monarchi hanno condiviso una camera da letto.

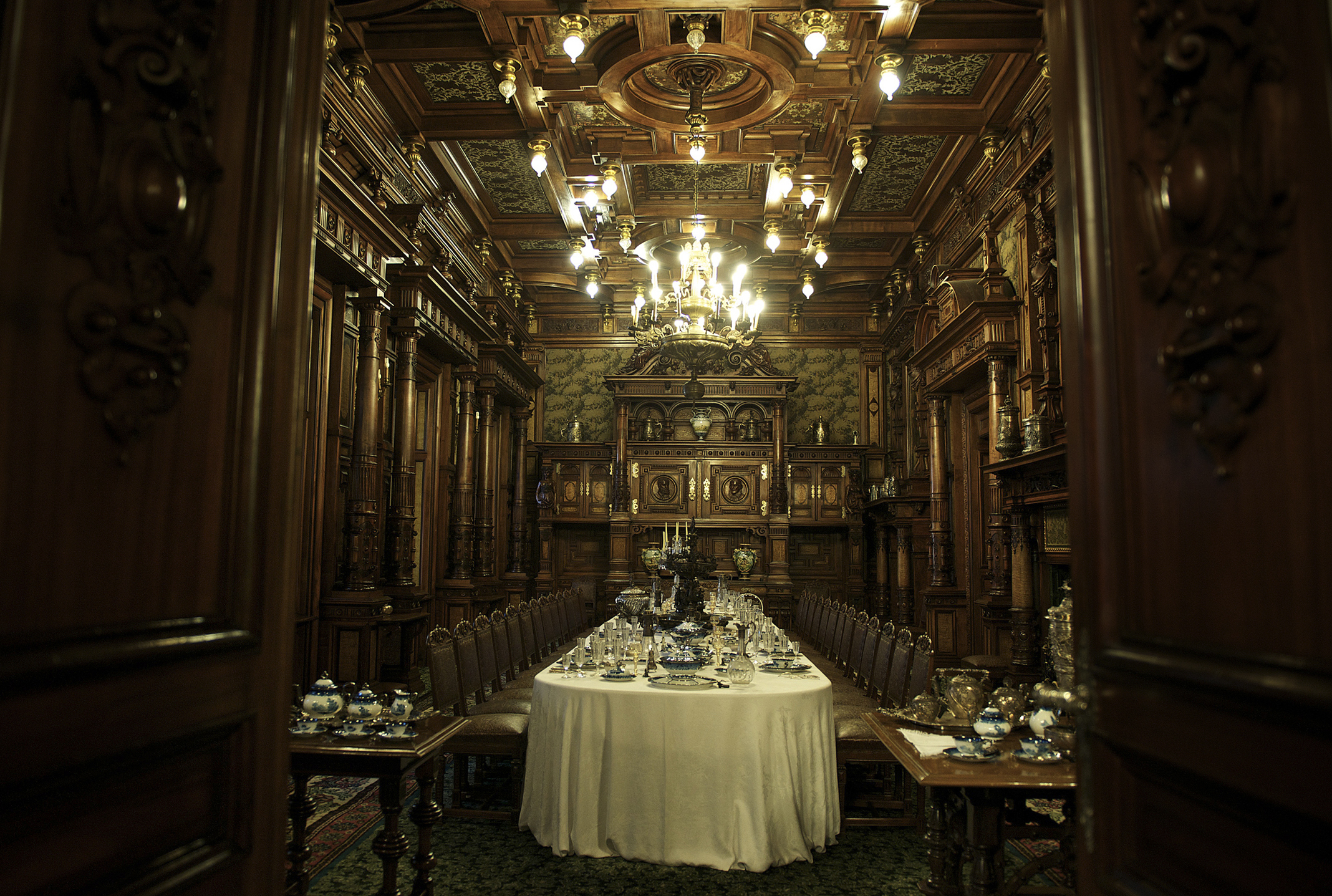
La Sala da pranzo.
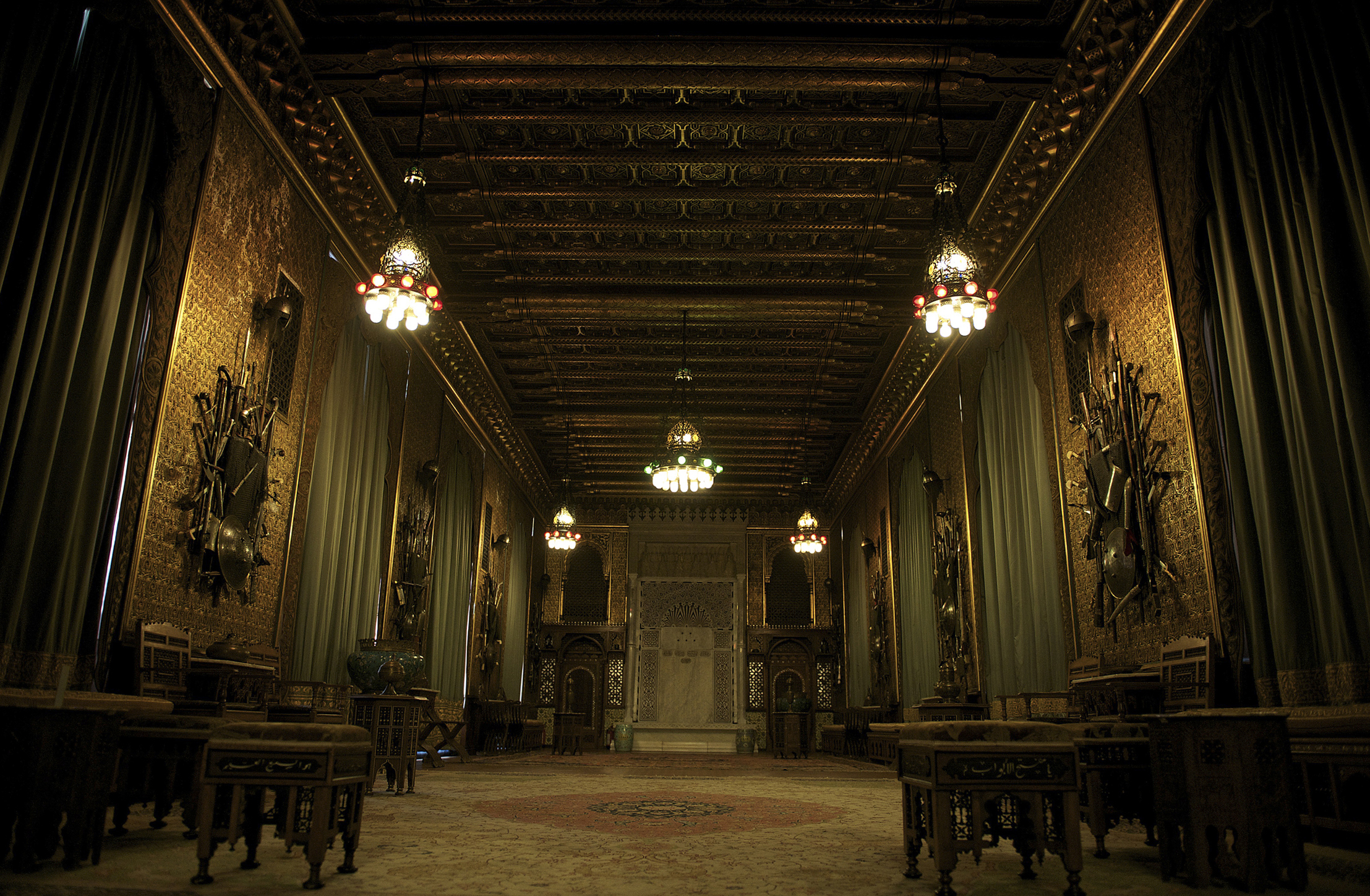
Il Salone moresco.
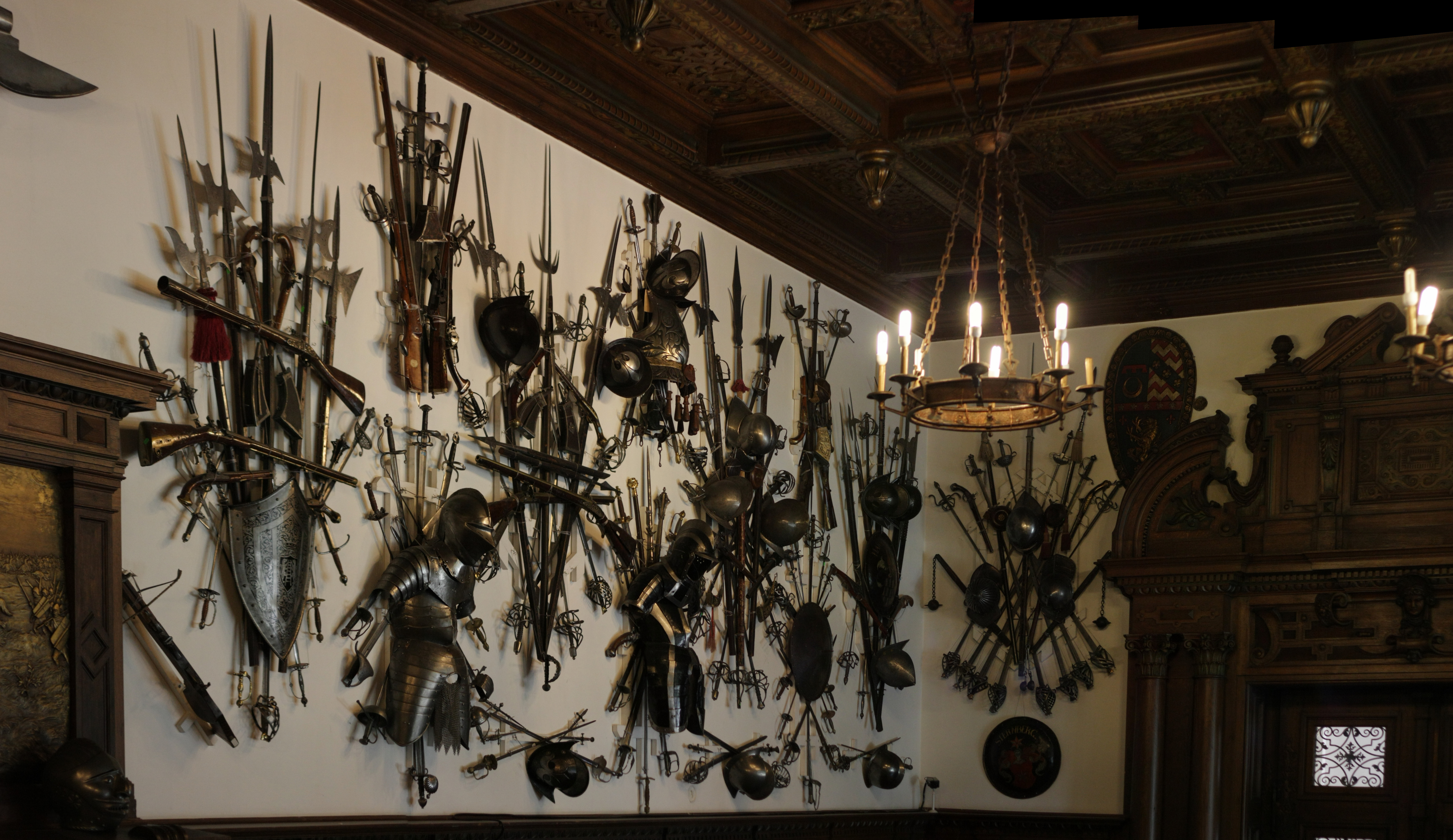
La Grande armeria.
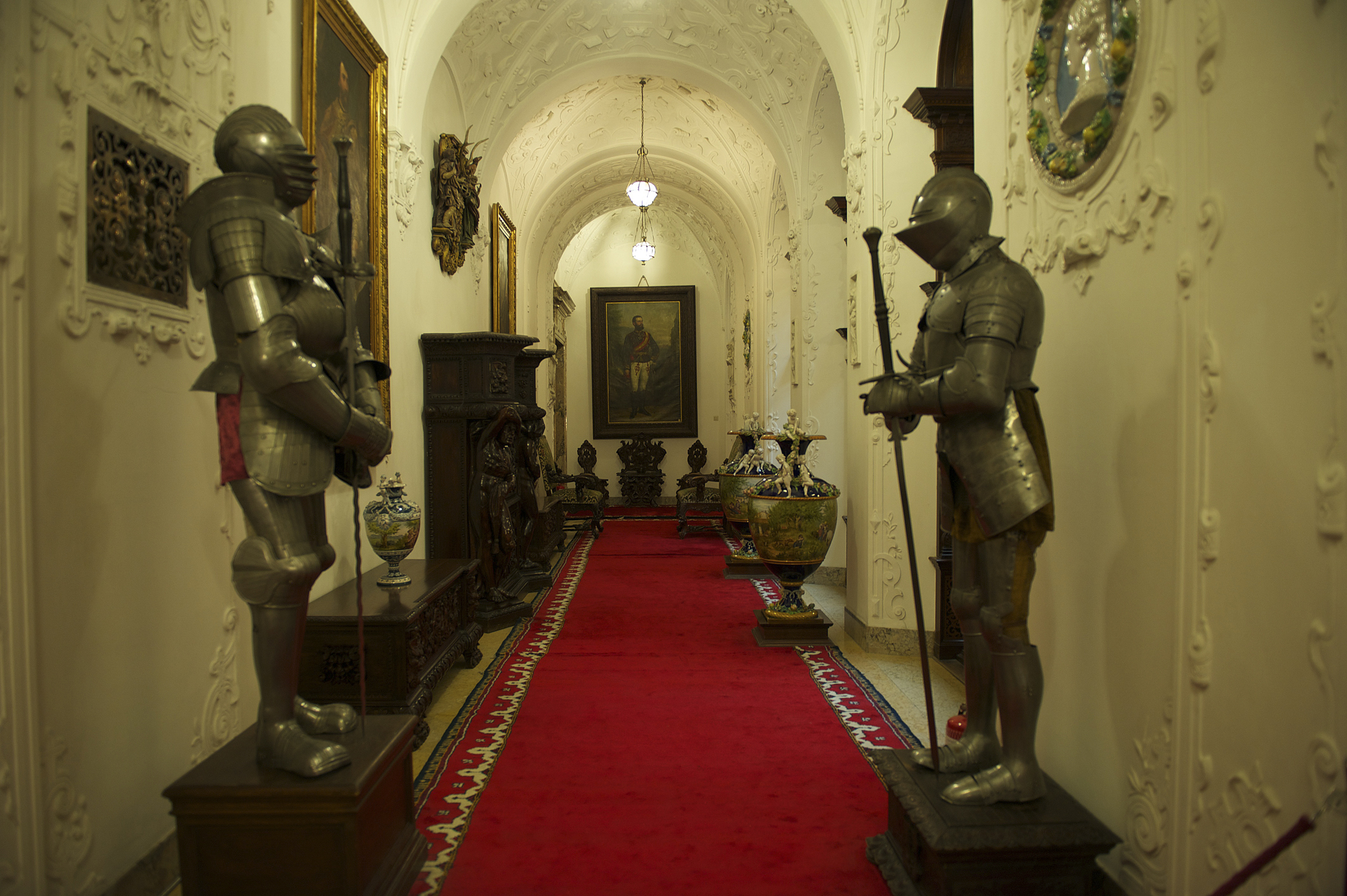
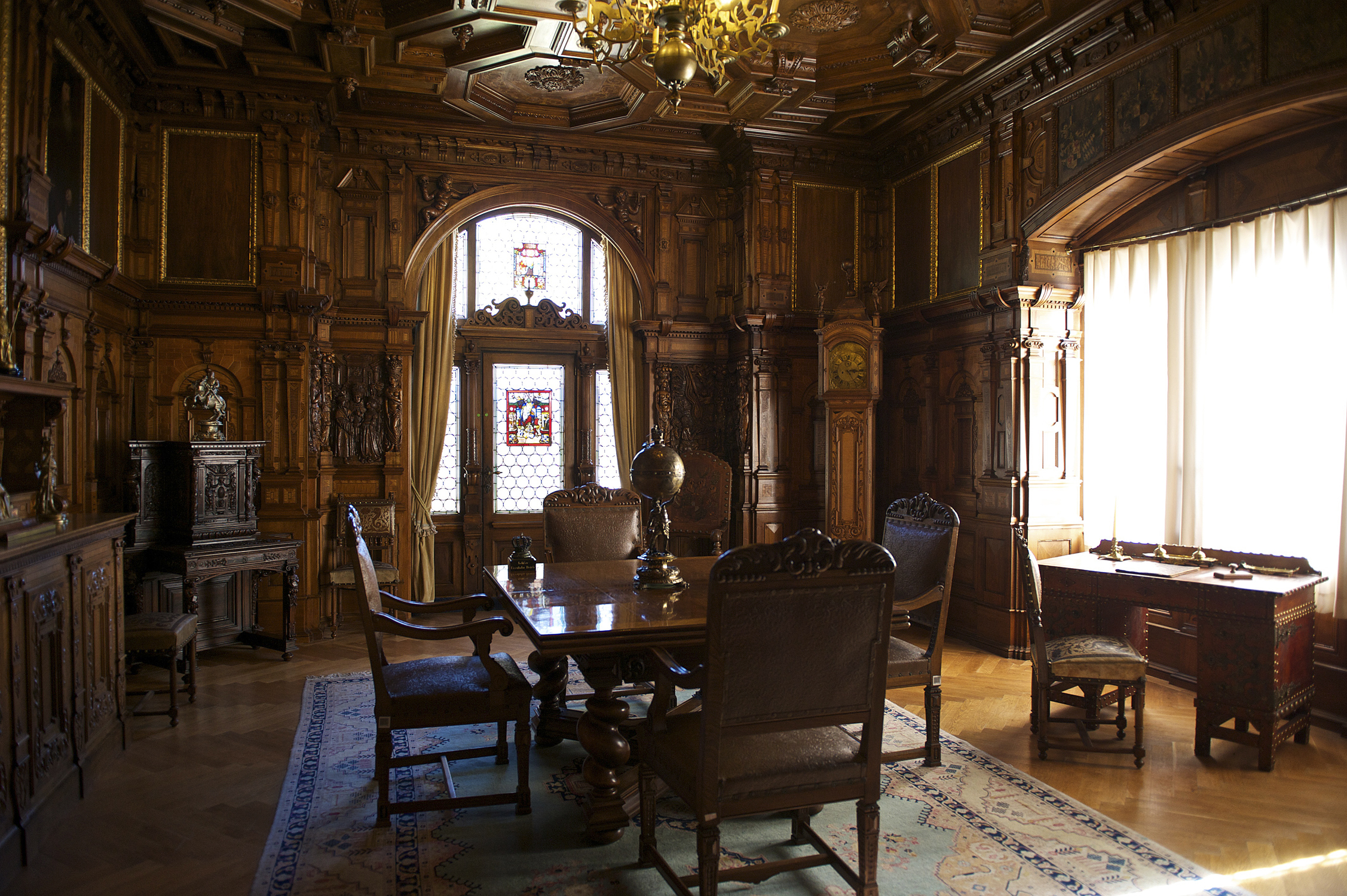